# Колодковка
Колодковка (укр. Колодківка) — село в Валковской городской общине Богодуховского района Харьковской области Украины.
Код КОАТУУ — 6321283503. Население по переписи 2001 г. составляет 10 (4/6 м/ж) человек.

## Географическое положение
Село Колодковка примыкает к сёлам Семковка и Костов, в 1,5 км протекает река Карамушина.

## История
- 1690 — дата основания.